# Paris Las Vegas
Paris Las Vegas é um hotel e casino aberto em 1999 na Las Vegas Boulevard da cidade de Las Vegas, Nevada, Estados Unidos. Seu tema é a cidade francesa de Paris e apresenta várias réplicas de construções relacionadas com esta cidade, nomeadamente:
- Uma Torre Eiffel em escala 1:2.
- Um Arco do Triunfo escalado a 2/3.
- Uma Fontaine des Mers como a existente na Praça da Concórdia.

A fachada frontal do Paris faz lembrar simultaneamente o Louvre e a Opéra de Paris.
O hotel possui 2915 quartos e a área de jogo do casino ocupa 7896m².

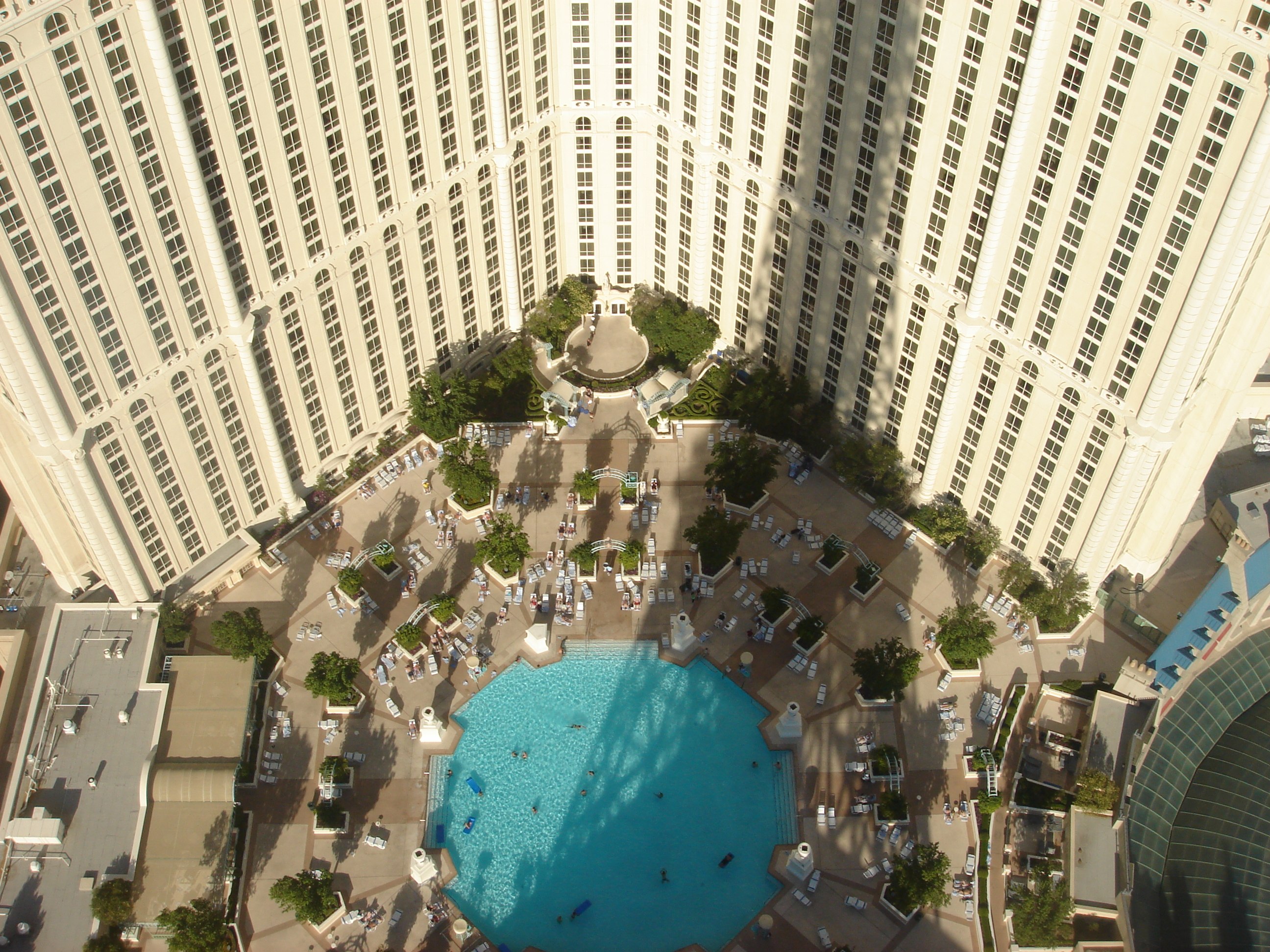

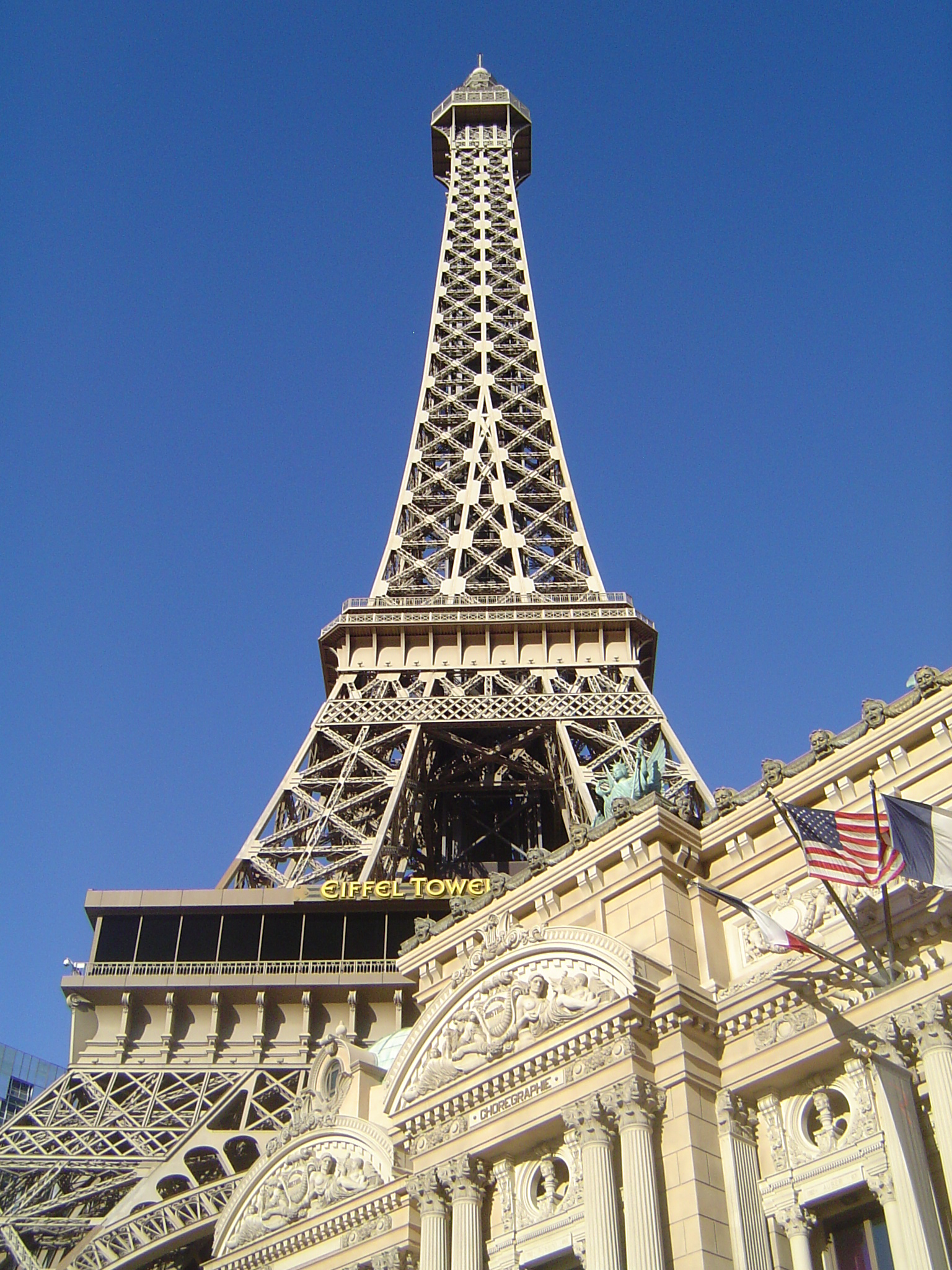
Torre Eiffel do Paris Las Vegas.